# Tolna strandi
Tolna strandi là một loài bướm đêm trong họ Erebidae.